# Chlorocebus sabaeus
Chlorocebus sabaeus är en primat i familjen markattartade apor som förekommer i västra Afrika.

## Utseende
Hannar är med en genomsnittlig kroppslängd (huvud och bål) av 50 cm och en vikt av 4 till 8 kg större än honor. Honor når allmänt 45 cm kroppslängd och 3,5 till 5 kg vikt. Därtill kommer svansen som är något längre än övriga kropp. Pälsen på ryggen är liksom hos andra arter från samma släkte grönaktig och buken är täckt av vitaktig päls. Huden i ansiktet som saknar hår är blek mörkblå. Hannens penis är påfallande färgsatt i ljusblå, vit och röd.

## Utbredning och habitat
Artens utbredningsområde sträcker sig från södra Mauretanien och sydvästra Mali till Sierra Leone, Elfenbenskusten och Ghana. Habitatet utgörs av galleriskogar, mangrove, utkanter av tropiska regnskogar och savanner med acacior.
Chlorocebus sabaeus introducerades på några västindiska öar som Barbados och Saint Kitts.

## Ekologi
Vuxna hannar och honor bildar flockar med 7 till 80 medlemmar. Hos hannar finns en hierarki med en alfahanne i spetsen. För kommunikationen har de olika läten och ömsesidig pälsvård stärker det sociala bandet. Unga hannar som blev könsmogna lämnar sin ursprungliga flock, ibland tillsammans med några fler individer.
Chlorocebus sabaeus äter huvudsakligen frukter och blad. Födan kompletteras med blommor, rötter, svampar, nekar eller andra vätskor från växter.
Alfahannen och några få följeslagare är de enda som parar sig med honorna. Parningen sker mellan april och juli och efter cirka 164 dagar dräktighet föder honan ett enda ungdjur. Ungdjuret får ett eller ibland upp till två år di. Bara 40 procent av ungarna överlever första året. Könsmognaden infaller för honor efter 2 och för hannar efter 5 år. Med människans vård kan Chlorocebus sabaeus leva 13 år.

## Status och hot
Artens naturliga fiender utgörs av leoparden, större rovfåglar och större ormar.
Beståndet är inte hotad och arten listas av IUCN som livskraftig (LC).